# 4726 Федерер
4726 Федерер  (4726 Federer) — астероїд головного поясу, відкритий 25 вересня 1976 року.
Тіссеранів параметр щодо Юпітера — 3,348.